# 鎮辺 (砲艦)
| 鎮辺   |                                    |
| 艦歴   |                                    |
| 発注   | 1881年(光緒7年)李鴻章              |
| 建造所 | アームストロング社エルジック造船所 |
| 起工   | 1879年                             |
| 進水   | 1881年                             |
| 就役   | 1881年                             |
| 除籍   | 1903年8月21日雑役船編入            |
| 廃船   | 1906年6月30日                      |
| 所属   | 清国海軍 · 大日本帝国海軍          |
| 要目   |                                    |
| 排水量 | 常備：420t                         |
| 全長   | 垂線間長:36.6m                     |
| 全幅   | 8.8m                               |
| 吃水   | 2.9m                               |
| 機関   | 2軸レシプロエンジン2基 455馬力     |
| 最大速 | 10.0kt                             |
| 兵員   | 28名                               |
| 兵装   | 28cm砲1基 12ポンド砲1基            |
| その他 | 信号符字：GQHT（1895年〜）         |

鎮辺（ちんぺん、旧字体：鎭邊）は、日本海軍の砲艦。元清国海軍の鎮東型砲艦「鎮辺 Chien-Pien」で日清戦争の戦利艦である。

## 艦歴
1881年、イギリス、ニューカッスルのアームストロング社エルジック工場で竣工、清国北洋水師に所属した。
日清戦争時の1895年（明治28年）2月17日、威海衛で捕獲され、3月16日に帝国軍艦籍に編入された。試運転の後7月10日旅順口を抜錨し、大連湾、海洋島、大青島、豊島沖、仁川港、八口浦、長直路、欲知島、厳原港、福岡湾などを経由して8月5日に呉軍港に到着。その後の日清戦争中には国内警備に従事した。1898年（明治31年）3月21日、日本海軍は海軍軍艦及び水雷艇類別標準を制定し、1,000トン未満の砲艦を二等砲艦と定義。鎮辺は二等砲艦に類別される。
義和団の乱においては、僚艦「鎮中」とともに1900年（明治30年）6月11日に常備艦隊に編入され、6月14日に呉を出撃。佐世保を経由して清国太沾に派遣された。1903年（明治36年）8月21日に除籍され雑役船に編入、海軍兵学校附属船となる。1906年（明治39年）6月30日に廃船となり、7月16日司法省に移管、監獄局汽船「鎮辺号」となり、兵庫県の洲本育成学舎で練習船として利用された。

## 艦長
※『日本海軍史』第9巻の「将官履歴」及び『官報』に基づく。
- 生中小次郎 大尉：1896年12月11日 -
- 釜屋六郎 大尉：1897年12月1日 - 1898年3月8日
- 高松公冬 大尉：1898年3月8日 - 10月1日
- 吉田増次郎 大尉：1900年6月11日 - 10月10日

## 同型艦
- 鎮東 - 鎮西 - 鎮南 - 鎮北 - 鎮中 - 鎮辺

## 参考資料
- 呉市海事歴史科学館編『日本海軍艦艇写真集 航空母艦・水上機母艦』ダイヤモンド社、2005年。
- 片桐大自『聯合艦隊軍艦銘銘伝』普及版、光人社、2003年。
- 海軍歴史保存会『日本海軍史』第7巻、第9巻、第一法規出版、1995年。
- 『官報』
- 海軍歴史保存会『日本海軍史』第7巻、第9巻、第一法規出版、1995年。
- アジア歴史資料センター（公式）
  - 『公文類聚・第十九編・明治二十八年・第二十四巻・軍事二・陸軍二・海軍：捕獲清国軍艦鎮遠以下十艘ヲ帝国軍艦トス』。Ref.A01200839500。
  - 『公文類聚・第十九編・明治二十八年・第二十七巻・交通（郵便～船車）：軍艦須磨其他ノ艦船ヘ点附ノ信号符字』。Ref.A15113036900。
  - 『明治27・8年 海戦史附記 特別艦艇隊記略 澎湖島行政始末 軍艦龍田の柳留定員職別及官制条例：第4節 鎮遠、6鎮砲艦及水雷艇の本邦回航』。Ref.C08040563200。
  - 『明治31年 達 完：3月(1)』。Ref.C12070040500。
  - 『明治33年 清国事変海軍戦史資料 巻2：鎮辺鎮中の派遣』。Ref.C08040774300。
  - 『明治36年 公文雑輯 巻2 教育 演習 艦船1：36年8月21日 旧軍艦鎮東を雑役船とし横須賀海兵団附属と定むる件』。Ref.C10127870700。